# وايقان
وايقان (بالفارسية: وایقان) هي منطقة سكنية تقع في إيران في البلدة المركزية. يقدر عدد سكانها بـ 4,091 نسمة .